# Iya
Pour les articles homonymes, voir Ija et Iya.
L'Iya, également connu sous les noms Ija, Endeh et Api, est un stratovolcan d'Indonésie situé sur l'île de Florès, au sud de la ville d'Ende. Il culmine à 637 mètres d'altitude.
La dernière éruption connue du volcan s'est produite en 1969.